# 茶畑るり
茶畑 るり（ちゃばたけ るり、1977年9月5日 - ）は、日本の漫画家。静岡県沼津市出身。女性。本名：尾上 維子（おのうえ まさこ）。身長155cm。血液型はA型。

## 人物
14歳だった1991年、集英社「第270回りぼん新人漫画賞」受賞がきっかけで漫画家デビューを果たす。
1992年から8年間、『りぼん』に『へそで茶をわかす』を連載。その後、4コマ漫画を中心に執筆活動、1998年10月にマネージャーの金成泰宏と専属契約、その後、2005年10月、所属事務所マスターマインドの創立者となる。地元静岡での活動やエッセイストとしても活躍。SBSラジオで「らじおの王様X＋C~!」のパーソナリティを務めた。
東海大学開発工学部・感性デザイン学科の特別講師を務めた。
静岡県ローカルのテレビ番組での発言がきっかけとなり、「茶畑るりのクリームチーズ味のっぽパン」が販売されたことがある。出身地である沼津市で旗揚げされた沼津プロレスのポスターを手がけるなど、地元との関わりは深い。
2008年に漫画家の尾上龍太郎と結婚。同年12月に女児を出産。

## 作品
- へそで茶をわかす(集英社)
- OLだっちゃ!（芳文社まんがホーム）
- デパチカちゃん（芳文社まんがタイムオリジナル）
- お茶の子サイコロジー（同上。監修：ゆうきゆう）
- 茶柱ピンピン物語（静岡新聞月曜夕刊に連載）ほか

## 著書
- へそで茶をわかす（全3巻・集英社）
- ちんちんかもかも（エッセイ・主婦と生活社）
- いつも心に茶柱を（エッセイ・静岡新聞社 ISBN 4783822034）